# Frank Brimsek
Francis Charles Brimsek (26. září 1915 – 11. listopadu 1998) byl americký profesionální hokejový brankář, který hrál v NHL za týmy Boston Bruins a Chicago Blackhawks.
Narozen v Evelethu, v americkém státě Minnesota, Brimsek byl jedním z prvních významných amerických hráčů. Do týmu Boston Bruins se dostal v sezoně 1938–39 při zranění brankáře Tinyho Thompsona. V té sezoně si také připsal deset čistých kont, díky čemuž nosil přezdívku Mister Zero (česky Pan Nula). Vyhrál Calder Trophy pro nejlepšího nováčka NHL a Bruins pomohl k dvěma Stanley Cupům, v letech 1939 a 1941. V roce 1938 vychytal farmě Bostonu Providence Reds vítězství v American Hockey League – tedy Calderův pohár.
V roce 1943 přerušila Brimsekovi kariéru 2. světová válka a ten se stal členem pobřežní stráže. Za ni hrál hokej a později sloužil na palubě jedné z lodí bojujících v Pacifiku.
Do kádru Bruins se vrátil v roce 1946 a hrál za ně až do roku 1949, kdy byl prodán do Chicago Blackhawks, kde hrál jeden rok. V roce 1966 se stal prvním Američanem v Hokejové síni slávy a v roce 1973 se stal členem Síně slávy amerického hokeje. V roce 1998 se stal číslem 67 v žebříčku 100 nejlepších hokejistů historie podle časopisu The Hockey News a byl tak nejvýše umístěným hráčem narozeným a vytrénovaným ve Spojených státech amerických.
I přes nemalé úspěchy obou brankářů, Brimseka i Thompsona, kteří se později dostali do Síně slávy a oba nosili na dresu číslo 1, Bruins jsou jediným týmem z éry Original Six, který toto číslo nevyřadil.
Každoročně se uděluje trofej Franka Brimseka pro nejlepšího středoškolského brankáře v Minnesotě.
Brimsek vyhrál Calder Trophy, dvakrát Vezina Trophy, dvakrát byl zvolen do prvního týmu hvězd NHL a šestkrát do druhého týmu hvězd NHL.